# Harbour Green
Les Harbour Green Towers (君匯港) sont un ensemble de gratte-ciel de logements construit à Hong Kong de 2005 à 2007. 
L'ensemble comporte 5 tours
- Harbour Green Tower 1, 143 m, 43 étages, 2007
- Harbour Green Tower 2, 143 m, 43 étages, 2007
- Harbour Green Tower 3, 160 m, 48 étages, 2007
- Harbour Green Tower 5, 171 m, 50 étages, 2007
- Harbour Green Tower 6, 171 m, 50 étages, 2007

(Il n'y a pas de tour numéro 4)
L'architecte est une filiale de la société Sun Hung Kai Properties